# 小行星14135
小行星14135（14135 Cynthialang）是一颗绕太阳运转的小行星，为主小行星带小行星。该小行星于1998年9月14日发现。

## 轨道参数
小行星14135的轨道半长轴为2.4520389 UA，离心率为0.198。